# Евбеја (округ)
Округ Евбеја или Евија је округ у периферији Средишња Грчка и истоименој историјској покрајини. Округ обухвата истоимено острво Евбеју, острво Скирос, као и мали део копнене Средишње Грчке. Управно средиште округа је град Халкида, уједно и највећи град периферије. Други по значају је град Каристос, у јужном делу округа.
Округ Евбеја је успостављен 2011. године на месту некадашње префектуре, која је имала исти назив, обухват и границе.

## Природне одлике
Округ Еубеја спада у острвске округе, па је окружен са свих страна Егејским морем. Међутим, сасвим мали део округа обухвата копнени део Средишње Грчке, који је окружен округом Беотија.
Еубеја је веома разуђено острво са веома дугом обалом, са бројним малим заливима и полуострвима, што је од давнина упутило месно становништво ка мору. Округ је веома брдовит, мада нема високих планина. мање равнице налазе углавном око града Халкиде.
У подручју округа Еубеја преовлађује изразита средоземна клима.

## Историја
Евбеја је насељена још у време Антике. Током раздобља старе Грчке Евбеја је била једна од важнијих старогрчких државица, али је због релативне близине Атине и Тебе била у њеној сенци. Самоуправа Евбеје постепено је постепено укидана током хеленистичког раздобља. Касније је овај простор био у оквиру Византије и Османског царства. Раздобље Османске окупације трајало је дуго, од 1470. до 1830. г. После оснивања савремене Грчке 1832. почео је развој области. И поред тога почело је исељавање становништва из овог сиромашног краја. Последњих деценија некадашња префектура, а данас округ Евбеја нагло се развио.

## Становништво
По последњим проценама из 2005. године округ Евбеја је имао око 220.000 становника, од чега око 1/3 живи у седишту округа, граду Халкиди. Последњих година број становника расте, па је кретање на два последња пописа:
- 1991. г. — 209.132 ст., густина: 50,19 ст./km2
- 2001. г. — 217.218 ст., густина: 52,13 ст./km2

Етнички састав: Главно становништво округа су Грци.
Густина насељености је нешто преко 50 ст./км2, што је значајно мање од просека Грчке (око 80 ст./км2). Део око Халкиде је боље насељен него остали делови округа.

## Управна подела и насеља
Округ Евбеја се дели на 8 општина:
1. Дирфис–Месапија
2. Еретрија
3. Истијаја–Идипсос
4. Каристос
5. Кими–Аливери
6. Мантуди–Лимни–Аја Ана
7. Скирос
8. Халкида

Халкида је седиште округа и једини већи град у округу (> 10.000 ст.).

## Привреда
Привреда у округу Евбеја је средње развијена за ниво Грчке. Од традиционалних заминања преовлађују пољопривреда (маслине, агруми) и поморство. Индустрија је развијена у Халкиди, која је добро повезана са Атином. Туризам је новија делатност, а везан је више викенд-туризам и госте из оближње Атине него за стране туристе и ексклузивни туризам.